# 北沟沿胡同23号四合院
北沟沿胡同23号四合院位于北京市东城区北新桥街道北沟沿胡同23号。是一处东城区文物保护单位。
1986年1月21日，该建筑以“梁启超故居”之名公布为第二批东城区文物保护单位。2013年，文物部门确认此处并非梁启超故居，梁启超从未在此处居住过，于是将“梁启超故居”摘牌，改名为“北沟沿胡同23号四合院”。
1. ↑  北京“梁启超故居”被摘牌 文物部门称根本没住过，凤凰网，2014年07月29日 （页面存档备份，存于）